# نيك كلاوسن
نيك كلاوسن (بالدنماركية: Nick Clausen)‏ (23 مايو 1900 – 23 سبتمبر 1989) هو ملاكم دنماركي راحل، مثّل بلاده في الألعاب الأولمبية الصيفية 1920.

## روابط خارجية
نيك كلاوسن على موقع بوكس ريك (الإنجليزية) (registration required)
- نيك كلاوسن على موقع أوليمبيديا (الإنجليزية)